# Kalafina
Kalafina (на японски: カラフィナ) е японска група сформирана от композиторката Юки Каджура през 2007. Стилово групата може да бъде категоризирана като смесица между j-pop, съвременна класическа музика и чеймбър поп. Групата прави дебюта си януари 2008, когато са представени новите членове на проекта – Уакана Отаки и Кейко Кубота; двете са работили и преди с Каджура по съвместни музикални проекти. Май 2008 към триото се присъединяват Мая Тойошима и Хикару Масай, които са подбрани след открити прослушвания организирани съвместно от Sony Music Japan и Юки Каджура. На прослушванията се явяват над 30 хиляди души. Година по-късно Тойошима напуска групата по лични причини.

## Дискография

### Сингли
- 2008: „oblivious“
- 2008: „sprinter/ARIA“
- 2008: „fairytale“
- 2009: „Lacrimosa“
- 2009: „storia“
- 2009: „progressive“
- 2010: „Hikari no Senritsu“
- 2010: „Kagayaku Sora no Shijima ni wa“
- 2011: „Magia“

### Албуми
- 2009: „Seventh Heaven“
- 2010: „Red Moon“